# Liberia aux Jeux olympiques d'été de 2024
Le Liberia participe aux Jeux olympiques d'été de 2024 à Paris. Il s'agit de sa 15e participation aux Jeux d'été.
Les athlètes Emmanuel Matadi et Thelma Davies sont les porte-drapeaux de la délégation libérienne.

## Athlètes engagés
| Sport      | Hommes | Femmes | Total |
| ---------- | ------ | ------ | ----- |
| Athlétisme | 5      | 3      | 8     |
| Total      | 5      | 3      | 8     |

## Résultats

### Athlétisme

#### Hommes
| Athlète                                                     | Épreuve          | Premier tour (ou tour préliminaire) | Premier tour (ou tour préliminaire) | Repêchage (ou premier tour) | Repêchage (ou premier tour) | Demi-finales | Demi-finales | Finale   | Finale   |
| Athlète                                                     | Épreuve          | Temps                               | Rang                                | Temps                       | Rang                        | Temps        | Rang         | Temps    | Rang     |
| ----------------------------------------------------------- | ---------------- | ----------------------------------- | ----------------------------------- | --------------------------- | --------------------------- | ------------ | ------------ | -------- | -------- |
| Emmanuel Matadi                                             | 100 m            | Exempté                             | Exempté                             | 10 s 08                     | 4e                          | 10 s 18      | 8e           | Éliminé  | Éliminé  |
| Joseph Fahnbulleh                                           | 200 m            | 20 s 20                             | 1er                                 | Exempté                     | Exempté                     | 20 s 12      | 2e           | 20 s 15  | 7e       |
| Joseph Fahnbulleh Emmanuel Matadi Jabez Reeves John Sherman | Relais 4 × 100 m | 38 s 97                             | 7e                                  | Non disputé                 | Non disputé                 | Non disputé  | Non disputé  | Éliminés | Éliminés |

| Athlète               | Épreuve     | Premier tour (ou tour préliminaire) | Premier tour (ou tour préliminaire) | Repêchage (ou premier tour) | Repêchage (ou premier tour) | Demi-finales | Demi-finales | Finale   | Finale   |
| Athlète               | Épreuve     | Temps                               | Rang                                | Temps                       | Rang                        | Temps        | Rang         | Temps    | Rang     |
| --------------------- | ----------- | ----------------------------------- | ----------------------------------- | --------------------------- | --------------------------- | ------------ | ------------ | -------- | -------- |
| Thelma Davies         | 100 m       | Exemptée                            | Exemptée                            | 12 s 05                     | 9e                          | Éliminée     | Éliminée     | Éliminée | Éliminée |
| Destiny Smith-Barnett | 100 m       | Exemptée                            | Exemptée                            | 11 s 99                     | 8e                          | Éliminée     | Éliminée     | Éliminée | Éliminée |
| Ebony Morrison        | 100 m haies | 12 s 93                             | 6e                                  | 12 s 82                     | 1re                         | DQ           | DQ           | Éliminée | Éliminée |